# ミシェル＝アンジュ・ウアス
ミシェル＝アンジュ・ウアス（Michel-Ange Houasse、1680年 - 1730年9月30日）は、フランスの画家。フランスの宮廷画家のルネ＝アントワーヌ・ウアスの息子で、1715年からスペインのマドリードのフェリペ5世の宮廷で働いた。

## 略歴
パリで生まれた。父親のルネ＝アントワーヌ・ウアス(René-Antoine Houasse: c.1645-1710)はフランスの宮廷画家で、シャルル・ルブランの弟子であった。父親から絵を学んだ。1707年に王立絵画彫刻アカデミーの会員に選ばれた。ウアスの入会申請作品は現在トゥール美術館に収蔵されている。
フランス国王ルイ14世とスペイン・ハプスブルク家（アブスブルゴ家）出身の王妃マリー・テレーズの孫で、スペイン王となったフェリペ5世の宮廷で働くことになり、1715年のにフェリペ5世とエリザベッタ・ファルネーゼの結婚式の後にマドリードに移り、「王室画家(Pintor de Cámara del Rey)」の称号を与えられた。後に国王ルイス1世となる王子など王族の肖像画も描いたが、肖像画家としては評価されず、ジャン・ランク(Jean Ranc: 1674-1735)が肖像画家として用いられた。
1727年に病気になり、療養のためフランスに一旦戻った後、再びマドリードで働きだすが、健康状態は悪化を続け、1730年にパリに帰国する途中に、エソンヌ県のアルパジョンで亡くなった。
ウアスがスペインに残した絵画は後のフランシスコ・デ・ゴヤ(1746-1828)のようなスペインの画家に影響を与えたともされる。

## 作品

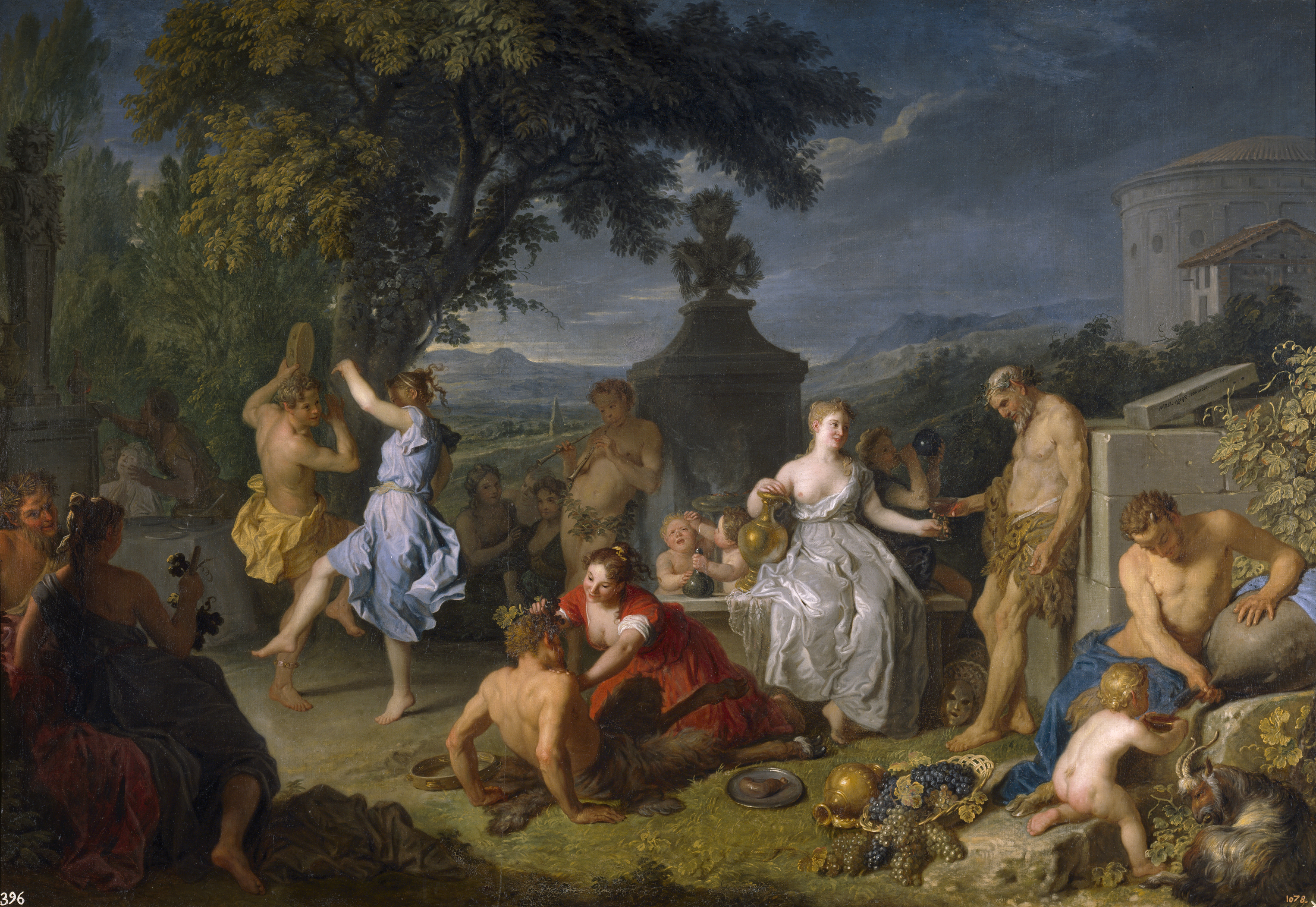
Bacchanal（バッカス祭り）(1719) プラド美術館
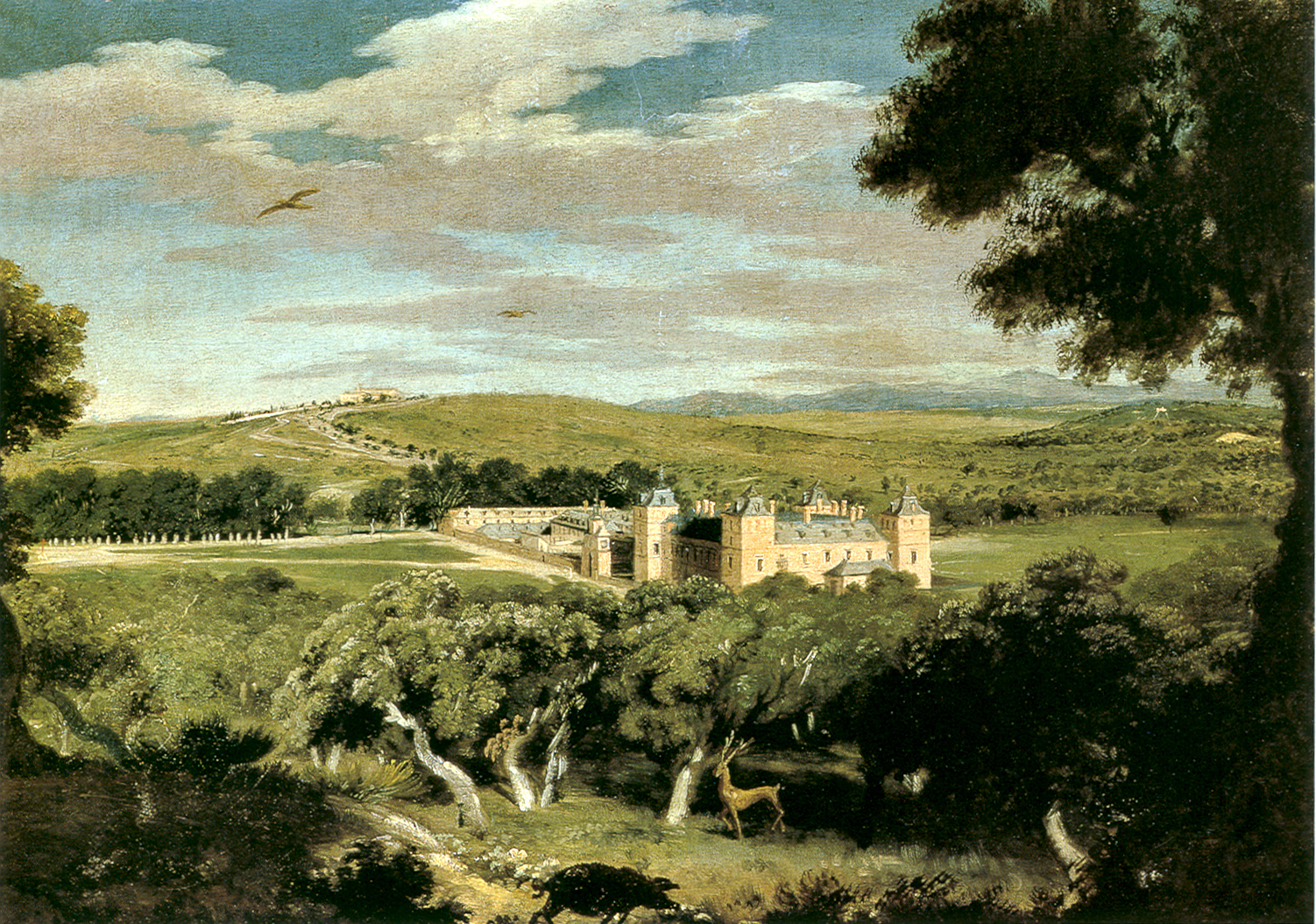
プラド宮殿の眺め
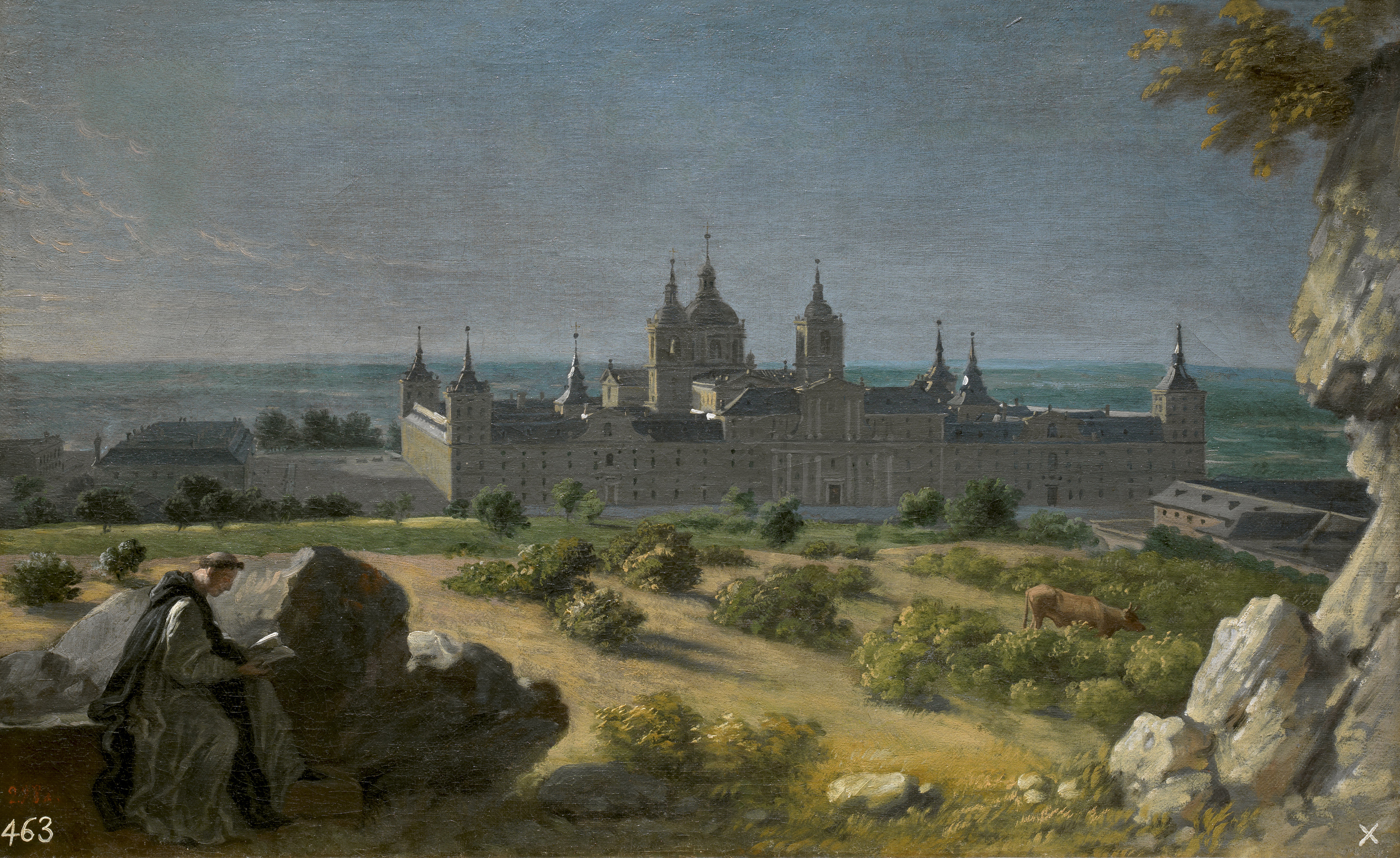
エル・エスコリアル修道院の眺め(c.1722) プラド美術館

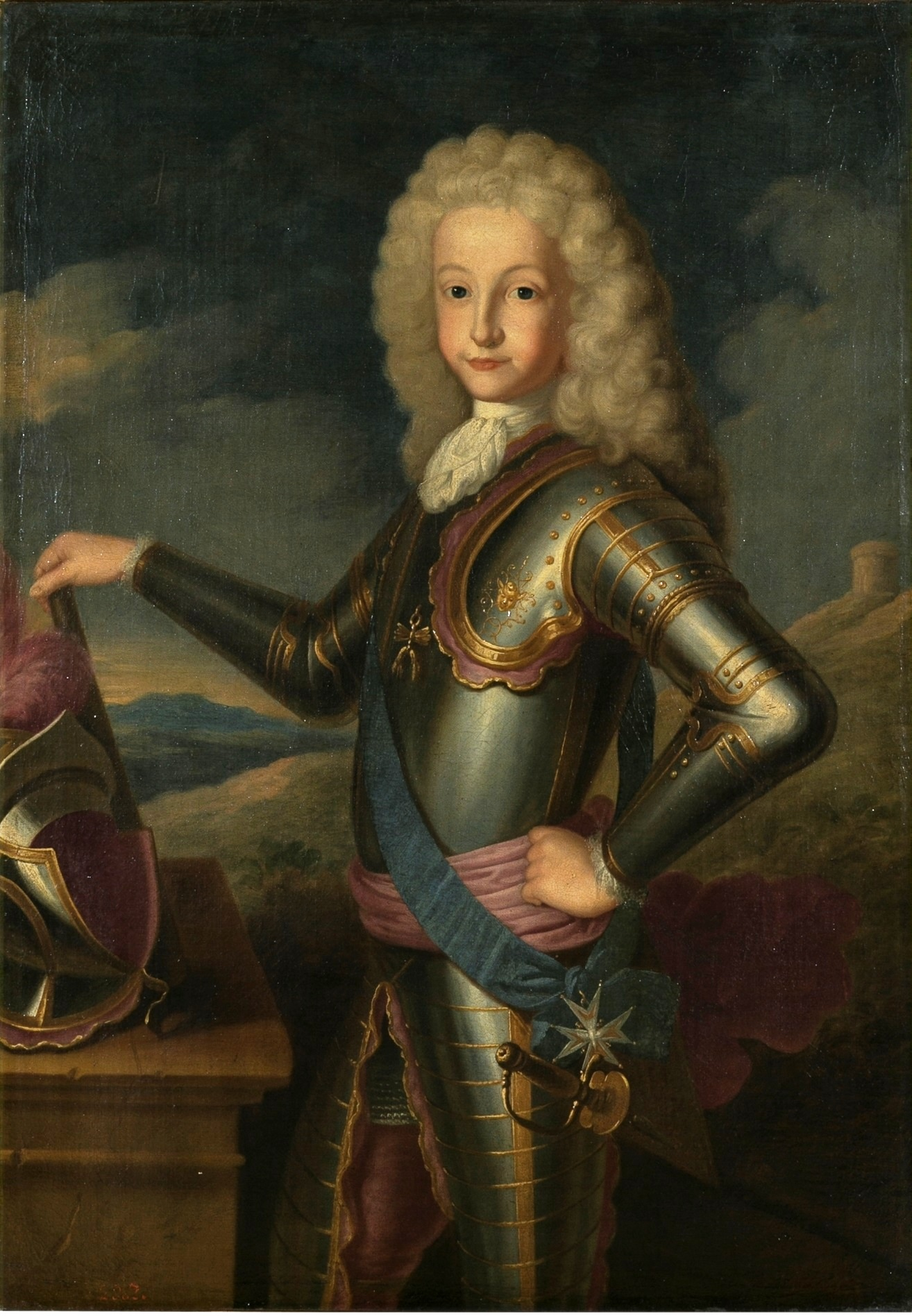
ルイス1世の肖像画 (c.1717) プラド美術館蔵
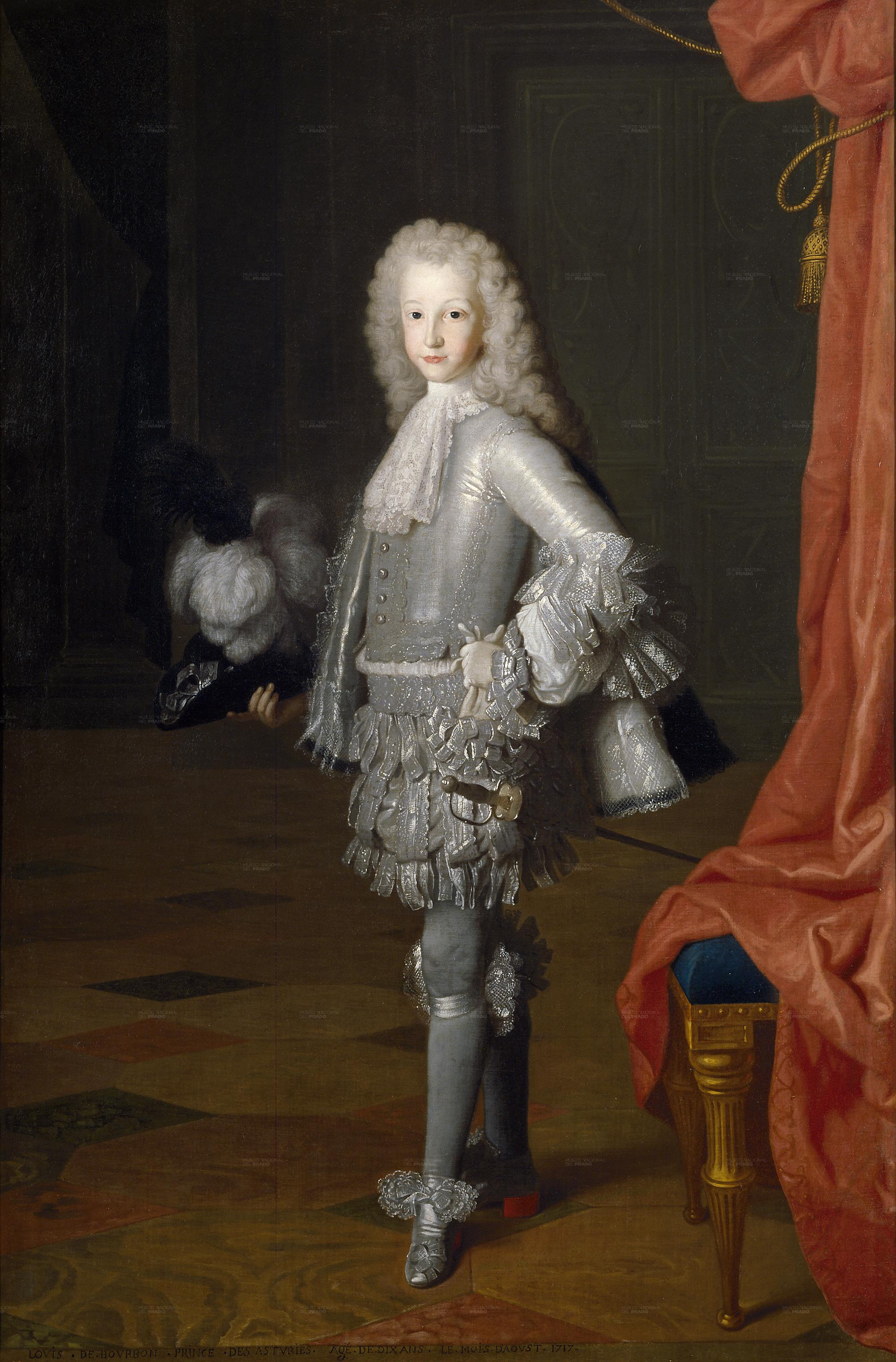
ルイス1世の肖像画 (1717) プラド美術館
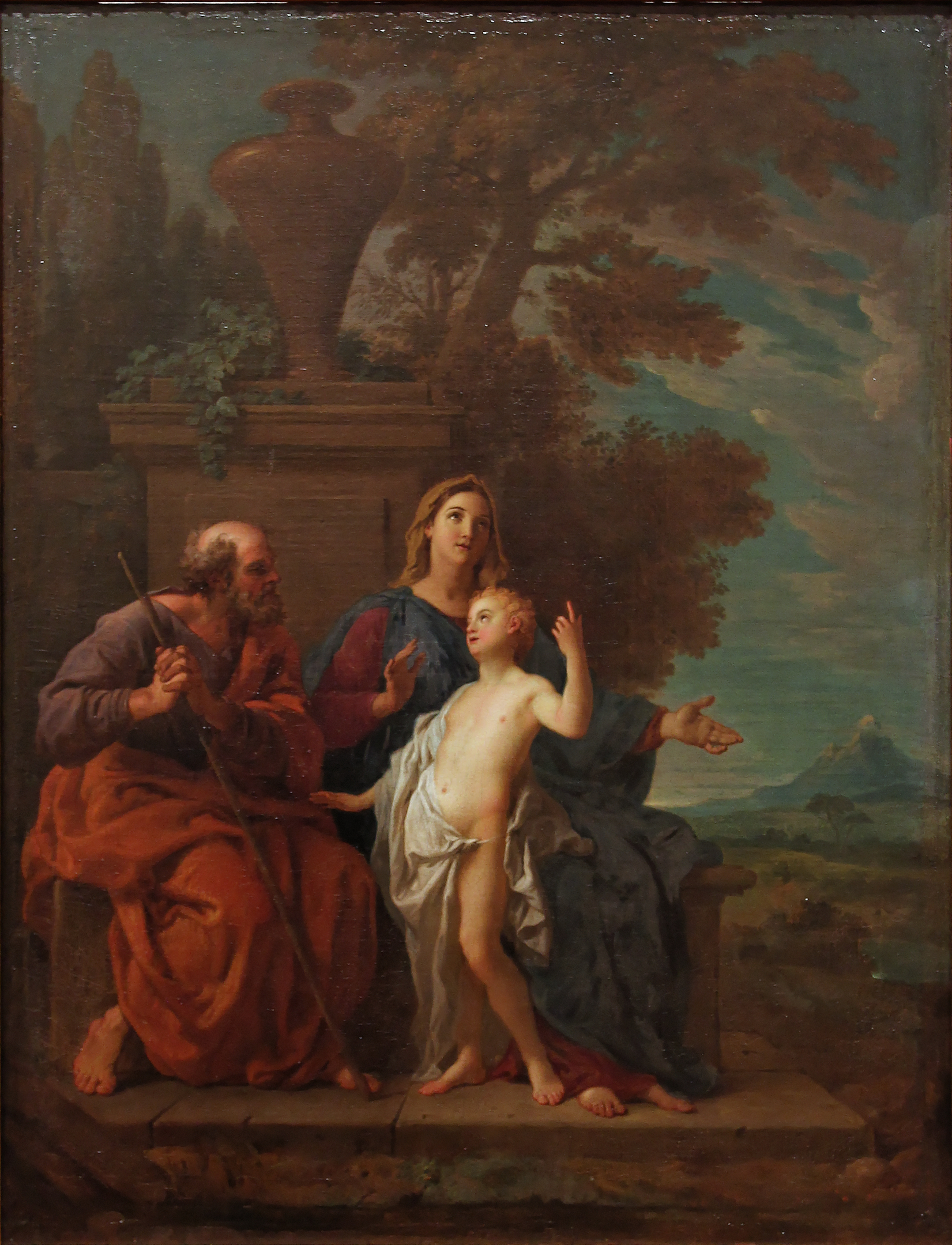
聖家族(c.1720) ゴヤ美術館
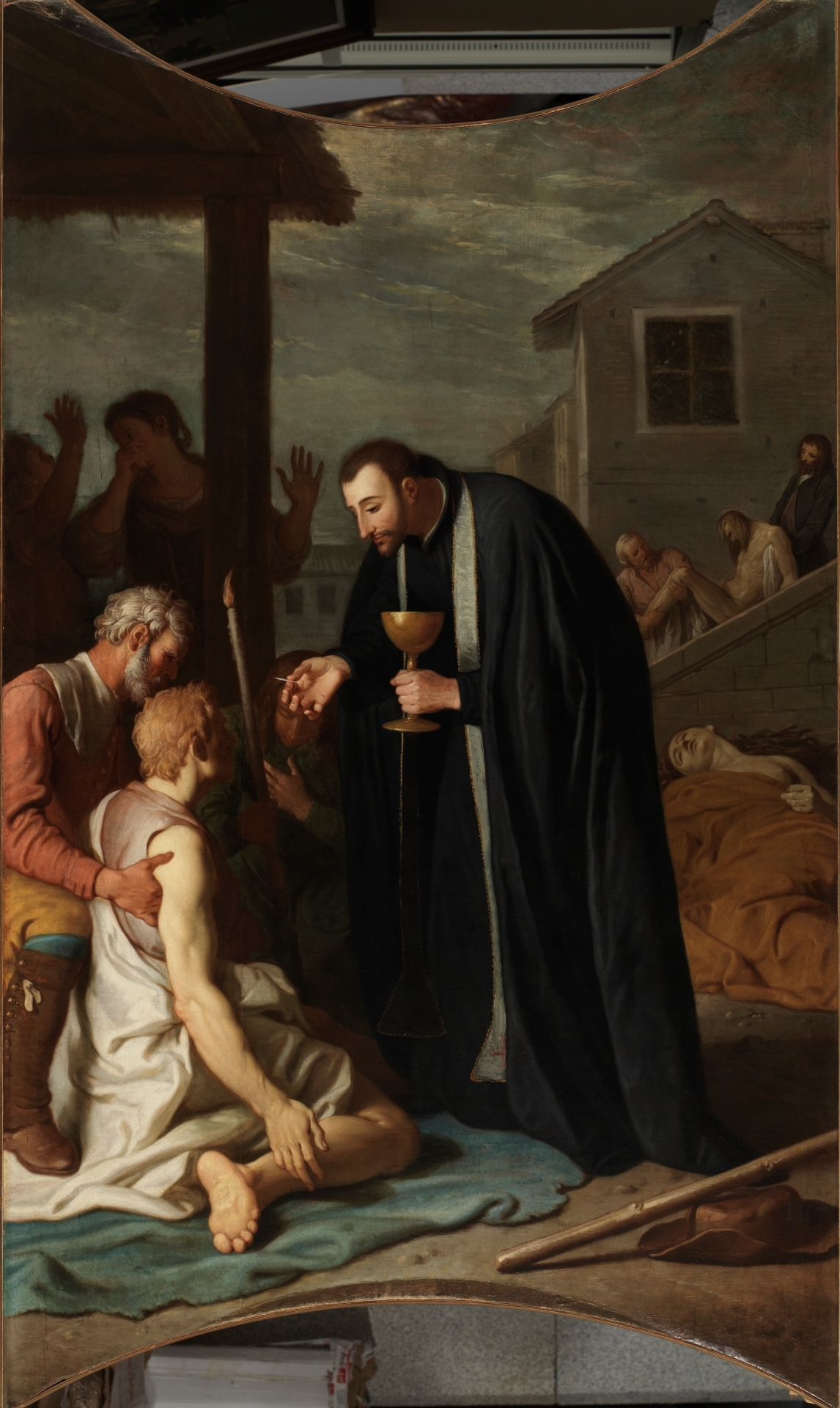
聖体拝領の儀式を行うイエズス会士レジス プラド美術館